# Kisberzseny
Kisberzseny község Veszprém vármegyében, a Devecseri járásban.

## Fekvése
Devecsertől nyugatra, Jánosházától keletre fekszik, a Torna patak jobb partján, a Marcalba való betorkollása közelében.
A közvetlenül határos települések: észak felől Kerta, északkelet felől Karakószörcsök, délkelet felől Veszprémgalsa, nyugat felől Zalaszegvár, északnyugat felől pedig Kamond. Kelet felől a legközelebbi település Apácatorna, de a közigazgatási területeik nem határosak.

### Megközelítése
Legfontosabb közúti megközelítési útvonala a 8-as főút, ezen közelíthető meg mindkét említett város felől. Lakott területét a főút felől a 73 184-es számú mellékúton lehet elérni, Veszprémgalsa (illetve annak Veszprémpinkóc településrésze, és az azon áthaladó 7325-ös út) felől pedig egy önkormányzati úton.
A hazai vasútvonalak közül a Székesfehérvár–Szombathely-vasútvonal érinti, mely az északi külterületeit szeli át, de megállóhelye nincs a határai között.

## Története
Kisberzseny ről 1398-ban maradt fenn az első írásos adat, Nemes Berzseny néven, ekkor egyházát említették.
A 14 és a 15. században Somló-vár tartozéka volt. 1488-ban lakói egytelkes nemesek és parasztok voltak, kiknek fő megélhetési forrása a földművelés és a szőlőművelés volt még az 1900-as évek eleje körül is.
A 20. század elején Veszprém vármegye Devecseri járásához tartozott.
1910-ben 397 magyar lakosa volt, melyből 319 római katolikus, 70 evangélikus, 5 izraelita volt.

## Közélete

### Polgármesterei
- 1990–1994: Tomor István (független)[3]
- 1994–1998: Tomor István (független)[4]
- 1998–2002: Tomor István (független)[5]
- 2002–2006: Tomor István (független)[6]
- 2006–2010: Ferenczy Lajos (független)[7]
- 2010–2014: Ferenczy Lajos (független)[8]
- 2014–2019: Ferenczy Lajos (független)[9]
- 2019–2022: Molnár Csanád János (független)[10]
- 2022–2024: Ferenczy Lajos (független)[11]
- 2024– : Ferenczy Lajos Szilárd (független)[1]

A településen 2022. július 3-án időközi polgármester-választást (és képviselő-testületi választást) kellett tartani, mert a korábbi képviselő-testület 2022. január 25-én feloszlatta magát. A választáson a hivatalban lévő polgármester és közvetlen elődje indult el, s a leadott, összesen 56 érvényes szavazatból utóbbi hattal többet szerzett meg ellenfelénél.

## Népesség
A település népességének változása:
| Lakosok száma | 87   | 82   | 82   | 178  | 96   | 94   | 91   |
|               | 2013 | 2014 | 2015 | 2021 | 2022 | 2023 | 2024 |

A 2011-es népszámlálás során a lakosok 100%-a magyarnak, 1,1% cigánynak is mondta magát (2,5% nem nyilatkozott; a kettős identitások miatt az végösszeg nagyobb lehet 100%-nál). A vallási megoszlás a következő volt: római katolikus 85,2%, evangélikus 3,4%, görögkatolikus 1,1%, felekezeten kívüli 6,8% (3,4% nem nyilatkozott).
2022-ben a lakosság 61,5%-a vallotta magát magyarnak, 1% németnek, 2,1% egyéb, nem hazai nemzetiségűnek (38,5% nem nyilatkozott; a kettős identitások miatt a végösszeg nagyobb lehet 100%-nál). Vallásuk szerint 26% volt római katolikus, 5,2% református, 3,1% egyéb katolikus, 11,5% felekezeten kívüli (54,2% nem válaszolt).

## Nevezetességei
- Római katolikus temploma